# دگرجنس‌گراهنجاری
دگرجنسگراهنجاری باوری است که معتقد است مردم به جنسیت‌های متمایز و مکمل (زن و مرد) با نقش‌هایی ذاتی در زندگی تقسیم می‌شوند. این عقیده بر این باور است که دگرجنسگرایی تنها گرایش جنسی است یا اینکه تنها گرایش جنسی طبیعی محسوب می‌شود و بیان می‌کند که رابطهٔ جنسی و زوجی تنها برای افراد با جنس مخالف مناسب است. به تبع آن، یک دیدگاه دگرجنسگراهنجارانه دیدگاهی است که شامل هم‌راستایی جنس بیولوژیکی فرد، تمایلات جنسی، هویت جنسیتی و نقش‌های جنسیتی فرد می‌شود. دگرجنسگراهنجاری معمولاً با دگرجنس‌محوری و همجنسگراستیزی در ارتباط است.

## تبعیض
منتقدان رفتارهای دگرجنسگراهنجار مانند کیسی جی کوهن، مایکل وارنر و لورن برلانت معتقدند این گونه رفتارها شکل ستمگرایانه، توهین‌آمیز و به حاشیه رانده شده‌ای را از گرایش جنسی و جنسیت ارائه می‌دهند و ابراز کردن خود را برای کسانی که خصوصیاتشان با آنچه که «نرمال» تعریف شده‌است تفاوت دارد، سخت می‌کنند. دگرجنسگراهنجاری تعریف می‌کند که چطور موسسه‌های اجتماعی و سیاست‌ها، فرض را بر این می‌گذاردند که مردم دگرجنسگرا هستند و اینکه جنس و جنسیت به صورت تعریف شده هستند. فرهنگ دگرجنسگراهنجاری به دگرجنسگرایی حق ویژهٔ نرمال و طبیعی بودن می‌دهد و فضا را علیه جامعه دگرباش به وسیله صلب حق ازدواج، مالیات، و استخدام نکردن آشفته می‌کند.

## علیه همجنسگرا و دوجنسگرایان
بر اساس گفته انسان‌شناس گایل رابین، دگرجنسگراهنجاری در بطن اجتماع مردم یک «سلسسله مراتب جنسی» به وجود می‌آورد که روابط جنسی را از «رابطهٔ جنسی خوب» تا «رابطهٔ جنسی بد» از نظر اخلاقی دسته‌بندی می‌کند. بر اساس این سلسله مراتب جنسی، رابطهٔ جنسی زایا و تک‌همسری بین دگرجنسگرایان متعهد «خوب» و هر نوع رابطهٔ جنسی دیگری «بد» تلقی می‌شود. به‌طور دقیق این سلسله مراتب، همجنسگرایان متعهد را که سال‌ها در رابطه هستند و همجنسگرایان بدون قید و بند را نیز در بین دو قطب قرار می‌دهد. پاتریک مکریری، مدرس دانشگاه نیویورک استفاده از این سلسله مراتب را برای بدنام کردن جامعه همجنسگرایان به عنوان منحرفان بی‌اثر می‌داند؛ چرا که خیلی از این اعمال توسط افراد دگرجنسگرا نیز انجام می‌شوند، مانند استفاده از پورنوگرافی در فضای عمومی. مکریری می‌گوید که که این سلسله مراتب دگرجنسگراهنجاری حتی به محل کار هم کشیده می‌شود، به‌طوری‌که همجنسگرایان و دوجنسگرایان در محل کار با مشکلاتی چون سیاست‌های علیه استخدام روبه رو می‌شوند و در پایین‌ترین قسمت این سلسله مراتب، تراجنسیتی‌ها هستند که اصلاً قادر به پیدا کردن شغل نیستند.
در بسیاری از کشورها کارمندان یا کسانی که به دنبال کار هستند می‌توانند به راحتی برای دگرجنسگرا نبودن اخراج یا رد شوند؛ مانند موردی در رستوران زنجیره‌ای کرکر برل در آمریکا در سال ۱۹۹۱ رخ داد که توجه عموم را به خود جلب کرد و در آن، خانم همجنسگرایی به خاطر گرایش جنسی خود اخراج شد. در موارد دیگری پیشخدمت‌های مردی که حالت‌های زنانه داشتند به صورت قانونی به خاطر هماهنگ نبودن با هنجارهای دگرجنسگراهنجاری اخراج شدند.